# Toxoptera aurantii
Rệp muội nâu (Danh pháp khoa học: Toxoptera aurantii) là một loài côn trùng trong họ rệp muội (Aphididae) phân bố tại các vùng nhiệt đới và cận nhiệt đới, Nam Mỹ, châu Phi, châu Á, Úc, vùng Địa Trung Hải, Trung Mỹ, và Hoa Kỳ. Chúng là loài gây hại và ký chủ trên cam, quýt, chanh, cà phê, trà, ca cao, xoài.

## Đặc điểm
Chúng có ngoại hình tương tự như rệp muội nâu đen. Khi trưởng thành thì chúng có cánh hoặc không cánh. Kích thước của trưởng thành ở con cái (không cánh và có cánh)dài khoảng 1,7-2,1mm. Trưởng thành cái không cánh có hình bầu dục nâu đen hoặc nâu đỏ, bóng. Giai đoạn ấu trùng có màu nâu.
Các đoạn nối các đốt râu đầu của trưởng thành cái không cánh và ấu trùng tuổi lớn có màu tối nên râu đầu trông như có sọc. Cánh trước của trưởng thành cái có cánh có pterostigma màu đen sậm và chỉ có 1 gân chẻ đôi media. Ống siphunculi dài gấp đôi cauda. Cả hai bộ phận siphunculi và cauda đều có màu đen. Trên cauda có mang khoảng 8 -19 lông nhỏ. 

## Gây hại
Chúng thường gây hại trên cá c vườn cam, quýt, chanh còn tơ. Tương tự như rệp muội nâu đen Toxoptera citricidus, chúng cũng là tác nhân truyền bệnh "Tristeza" trên cam quýt. Đây là một loại bệnh đã gây chết nhiều vườn cam quýt trên thế giới. Tại một số nước, chúng còn là tác nhân truyền bệnh "lá nhỏ Spiroplasma citri" trên cam quýt và bệnh Đốm vòng trên cà phê cũng như bệnh Đốm vòng trên đu đủ và bệnh Khảm trên dưa leo.